# Большая Фёдоровка (Ростовская область)
Большая Фёдоровка — хутор в Красносулинском районе Ростовской области.
Входит в состав Владимировского сельского поселения.

## География
Находится на левом берегу реки Кундрючья.

### Улицы
| - ул. Заречная, - ул. Колхозная, - ул. Молодёжная, | - ул. Набережная, - ул. Октябрьская, - ул. Советская, | - пер. Кольцевой, - пер. Подгорный, - пер. Степной. |

## Население
| 2010 |
| ---- |
| 797  |

### Известные люди
- Краснощеков Федор Иванович — основатель села.
- На хуторе родился Чистов, Иван Акимович — Герой Советского Союза.